# John Giorno
John Giorno est un poète et artiste américain, né le 4 décembre 1936 à New York et mort dans la même ville le 11 octobre 2019.

## Carrière
Fréquentant l'underground new-yorkais dès le milieu des années 1960, John Giorno a été l'acteur principal du premier film d'Andy Warhol Sleep tourné en 1963, et était proche du mouvement beat et de William S. Burroughs. Une de ses importantes préoccupations a été de rendre la poésie accessible à la culture de masse.
En 1965, il fonde Giorno Poetry Systems (en), une organisation non lucrative à l'origine de plusieurs groupes musicaux et qui est également devenue un label qui a édité une quarantaine d'albums. En 1968, il crée Dial-a-poem, un service téléphonique de masse (en fait, le premier du genre) qui proposait des poèmes aux personnes qui composaient le numéro, et qui reçut des millions d'appels. Giorno a publié une dizaine de recueils de poèmes, autant d'albums, des œuvres vidéos, et a donné de très nombreuses performances pendant une quarantaine d'années.
William S. Burroughs a dit de lui : « John Giorno élève les questions à un niveau presque insupportable, à un cri de reconnaissance surprise. Ses litanies issues des couches souterraines de l’esprit se réverbèrent dans votre crâne et ventriloquent vos propres pensées. »[réf. nécessaire]

## Citation
- « Quand j'avais quinze ans, je pensais que je savais déjà tout ce qu'il y avait à savoir. Maintenant que je suis plus vieux, je sais que c'était vrai. »

## Publications (traductions françaises)
- Manger le ciel, Éditions Derrière la salle de bains, 1998[3]
- Demon in the details, Éditions Derrière la salle de bains, 2000[3]
- Just say no to family values, Éditions Derrière la salle de bains, 2000[3]
- Il faut brûler pour briller, Éditions Al Dante, 2003 (que l'on peut considérer comme ses mémoires)
- Suicide Sûtra, Éditions Al Dante, 2004
- La sagesse des sorcières, Éditions Al Dante, 2005

## Discographie (non exhaustive)
- The Dial-A-Poem Poets (1972), avec William S. Burroughs, Allen Ginsberg, John Cage, Brion Gysin,...
- The Dial-A-Poem Poets Disconnected (1974)
- Biting Off the Tongue of a Corpse (1975)
- William S. Burroughs/John Giorno (1975)
- The Dial-A-Poem Poets: Totally Corrupt (1976)
- John Giorno & Anne Waldman: a KulchurSelection (1977)
- Big Ego (1978), avec Patti Smith, Philip Glass, Laurie Anderson, Meredith Monk, William S. Burroughs, ...
- The Nova Convention (1979), avec William S. Burroughs, Allen Ginsberg, John Cage, Brion Gysin, Patti Smith, Philip Glass, Timothy Leary, ...
- The Dial-A-Poem Poets: Sugar, Alcohol & Meat (1980)
- You're the Guy I Want to Share My Money With (1981)
- The Dial-A-Poem Poets: Life Is a Killer  (1982)
- Who You Staring At? (1982)
- You’re a Hook: The 15th Anniversary of Dial-A-Poem (1983)
- The Dial-A-Poem Poets: Better an Old Demon Than a New God (1984)
- A Diamond Hidden In the Mouth of a Corpse (1985), avec Sonic Youth, Michael Gira, ...
- Smack My Crack (1987), avec Nick Cave, Tom Waits,...
- Like a Girl, I Want You to Keep Coming (1989), avec : David Byrne, New Order, Debbie Harry,...
- Cash Cow: The Best of Giorno Poetry Systems (1993), avec Cabaret Voltaire, William S. Burroughs, Debbie Harry, Buster Poindexter, Hüsker Dü, Laurie Anderson, Philip Glass, Patti Smith, Coil, Diamanda Galas, Glenn Branca, Frank Zappa.